# Missaglia
Missaglia (Massàja in dialetto brianzolo) è un comune italiano di 8 980 abitanti della provincia di Lecco, in Lombardia, posto al centro del distretto del Meratese.
Il comune fa parte del Parco regionale di Montevecchia e della Valle di Curone ed all'interno del territorio comunale, in località Valle Santa Croce, si trova la sorgente del torrente Molgoretta. 

## Origini del nome
Il nome del comune, nel tempo, è passato attraverso le denominazioni di: "Massalia", "Massallia", "Masalia", "Massaria", "Massaia", e "Massaglia", mantenendo sempre quella radice massa che assume il significato di podere.In effetti, le origini di Missaglia sono quelle di un grande podere.

## Storia
Una serie di reperti archeologici riportati alla luce nei dintorni di Missaglia lasciano supporre a insediamenti in prevalenza Celtici e successivamente in epoca romana 
Durante il VI secolo arrivarono sul territorio i Longobardi e da loro il territorio missagliese fu dotato di fortificazioni.
Sede plebana già dall'VIII secolo, Missaglia fu per lungo tempo a capo dell'omonima pieve, donata da Berengario del Friuli al Capitolo del Duomo di Monza e successivamente in mano all'arcidiocesi di Milano. Il territorio della pieve fu più volte infeudato, in alcuni casi a familiari dei vescovi stessi - come il caso di un certo Ubertino, il cui fratello era appunto arcivescovo di Milano. Nel 1491 Missaglia e tutta la pieve divennero parte del feudo delle Quattro Pievi, conferito da Ludovico il Moro a Bartolomeo Calco. Con lo scorporamento dal territorio delle Quattro Pievi, avvenuto nel 1538, Missaglia e la sua pieve passarono ai Brebbia. Nel 1647 il feudo della pieve missagliese passò alla famiglia di Paolo Sormani (distintosi durante una vittoriosa battaglia contro i francesi a Lecco nel corso dell'anno precedente), la quale vi esercitò i propri diritti feudali fino al 1796.

Gonfalone comunale

### Simboli
Lo stemma attuale è stato concesso, assieme al gonfalone, con decreto del presidente della Repubblica del 4 giugno 1986 e riprende quello riportato dallo Stemmario Cremosano del XVII secolo, conservato presso l'Archivio di Stato di Milano.
(Statuto del Comune di Missaglia, 26 febbraio 1986)
Il gonfalone è un drappo di rosso.
(Statuto del Comune di Missaglia, 26 febbraio 1986)

## Monumenti e luoghi d'interesse

### Architetture religiose
- Basilica preposturale di San Vittore martire, ha la dignità di basilica minore dal giugno 1946.[7]
- Monastero di S. Maria della Misericordia[8] Fondato da Michele Carcano, era dotato dell'omonima chiesa, consacrata nel 1498 dal vescovo di Sagona Guglielmo Speloncata e trasformata in magazzino nel 1797, a seguito della secolarizzazione dei beni ecclesiastici voluta da Napoleone.[5] Dei numerosi dipinti che ornavano l'interno della chiesa, sopravvivono oggi solo una Madonna col Bambino e San Sebastiano, attribuita al Foppa, una Morte di Santa, di mano morazzoniana, e alcuni quadri di Giovanni Antonio Cucchi.[5] Le opere sono oggi conservate presso il Municipio di Missaglia.[5]
- Chiesa di San Zenone, in frazione Missagliola[9]
- Oratorio di Santa Maria in Villa, ristrutturato nel XVIII secolo e restaurato nel 1942[5]
- Oratorio di Santa Croce, nell'omonima frazione di Valle[9]

### Architetture civili
- Villa Sormani Marzorati Uva[10], con annesso l'oratorio di S. Maria in Villa[5]

### Altro
- Tomba di Ernesto Teodoro Moneta (Premio Nobel per la pace), presso il cimitero locale
- Monumento ai Caduti 1915-18 dello scultore Giuseppe Mozzanica, (1922)

## Società

### Evoluzione demografica
- 723 nel 1751
- 741 nel 1803
- 1 734 nel 1809 dopo annessione di Contra, Lomaniga, Maresso e Casirago
- 992 nel 1853
- 1 246 nel 1859
- 1 285 nel 1861
- 1 401 nel 1881
- 2 022 nel 1901
- 2 001 nel 1921
- 5 107 nel 1931 dopo annessione di Contra e Lomaniga nel 1928

Abitanti censiti

### Etnie e minoranze straniere
Gli stranieri residenti nel comune sono 617, ovvero il 7,2% della popolazione. Di seguito sono riportati i gruppi più consistenti:
1. Marocco, 111
2. Romania, 89
3. Albania, 82
4. Senegal, 41
5. Ecuador, 38
6. Burkina Faso, 24
7. Tunisia, 20
8. Perù, 2
9. Serbia, 8

## Amministrazione

### Gemellaggi
- La Roche-Posay

## Curiosità
- Suor Simona Brambilla, primo Prefetto donna della Chiesa di Roma [13] [14]